# Relaciones Azerbaiyán-México
Las naciones de Azerbaiyán y México establecieron relaciones diplomáticas en 1992. Ambas naciones son miembros de las Naciones Unidas.

## Historia

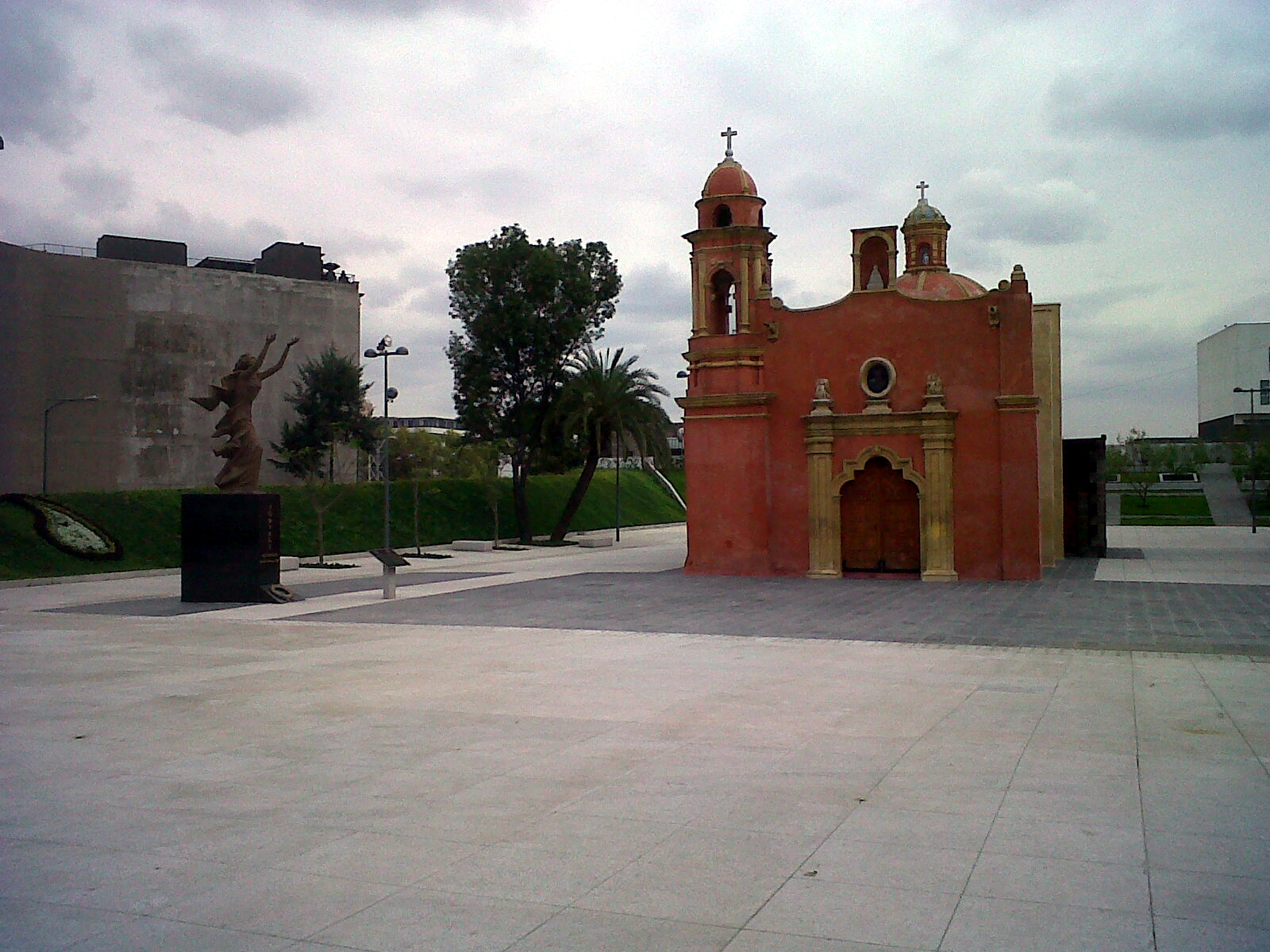
Monumento a la Masacre de Joyali en la Ciudad de México

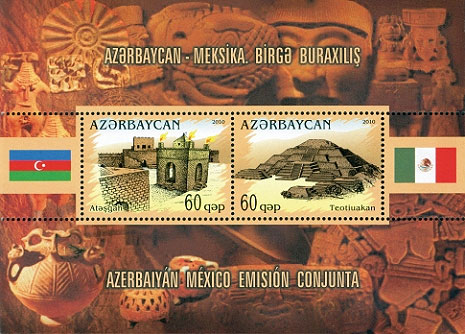
Sellos conmemorativos entre Azerbaiyán y México.

En mayo de 1978, el presidente mexicano, José López Portillo, visitó la ciudad de Bakú durante una visita a la Unión Soviética. En abril de 1982, el futuro presidente Heydar Alíyev realizó una visita a México como jefe de una delegación soviética y se reunió con el presidente mexicano José López Portillo. En ese momento, Aliyev era solo un candidato del Buró Político soviético. En diciembre de 1991, México reconoció la independencia de Azerbaiyán después de la disolución de la Unión Soviética. El 14 de enero de 1992 ambas naciones establecieron relaciones diplomáticas. Al principio, las relaciones diplomáticas entre ambas naciones se llevaron a cabo desde sus respectivas embajadas; la embajada de Azerbaiyán en Washington D. C., Estados Unidos y la embajada de México en Ankara, Turquía. En 2007, Azerbaiyán abrió una embajada en la Ciudad de México. En 2011, el Senado de México reconoció a la Masacre de Jóyali.
En abril de 2008, la subsecretaria de Relaciones Exteriores de México, Lourdes Aranda Bezaury, realizó una visita a Azerbaiyán para asistir a la primera reunión de consultas políticas entre México y Azerbaiyán y donde se reunió con su homólogo, el ministro de Relaciones Exteriores, Elmar Mammadyarov. Durante la visita, ambas naciones dialogaron sobre el fortalecimiento de los vínculos políticos y se exploró el potencial de cooperación económica, comercial, de intercambio turístico entre ambos países. Ambas naciones también firmaron acuerdos bilaterales.
Para conmemorar el 200 aniversario de la independencia mexicana, México permitió a ciertos países extranjeros remodelar parques y plazas con monumentos de sus países. El gobierno de Azerbaiyán eligió colocar un monumento del expresidente Heydar Alíyev en el Paseo de la Reforma en el Bosque de Chapultepec y otro monumento en recuerdo de la Masacre de Jóyali en la Plaza Tlaxcoaque. En noviembre de 2012, las relaciones entre ambas naciones llegaron a su punto más bajo cuando poco después de la inauguración de la estatua del expresidente azerí Heydar Alíyev; varios residentes de la Ciudad de México acusaron al gobierno local de permitir que el gobierno azerí colocara una estatua de un "dictador" en la ciudad. Se propuso que el gobierno local retirara la estatua y la colocara en otro lugar, sin embargo, la embajada azerí en la Ciudad de México protestó que si se trasladara la estatua, "Azerbaiyán podría romper relaciones diplomáticas con México". Al final, la estatua del presidente Heydar Alíyev fue trasladada a una casa privada en la ciudad y en represalia, el gobierno azerí retuvo $3.8 mil millones de dólares en inversiones.
En 2014, una delegación de senadores mexicanos, dirigido por la senadora Gabriela Cuevas Barrón, realizó una visita oficial de cuatro días a Azerbaiyán. Ese mismo año, México abrió una embajada en Bakú. En noviembre de 2017, dos Diputados del Congreso mexicano, durante una visita oficial a Armenia como parte del Grupo de Amistad México-Armenia por invitación del gobierno armenio; visitaron el territorio en disputa de Nagorno Karabaj que fue, por ese entonces, ocupado por las fuerzas armenias (y reconocido internacionalmente como parte de Azerbaiyán). Su visita no fue sancionada por el gobierno mexicano y creó una crisis diplomática entre Azerbaiyán y México.
En diciembre de 2018, el ministro de Relaciones Exteriores de Azerbaiyán, Elmar Mammadyarov, asistió a la toma de posesión del presidente mexicano Andrés Manuel López Obrador.  En 2020, durante la Segunda guerra del Nagorno-Karabaj, el gobierno mexicano expresó su profunda preocupación por los informes sobre el uso de la fuerza en Nagorno-Karabaj y pidió que tanto Armenia como Azerbaiyán actuaran con "la máxima precaución, suspendieran las operaciones de carácter militar, y reanudar el proceso de diálogo lo antes posible."
En 2022, ambas naciones celebraron 30 años de relaciones diplomáticas. En 2023, el viceministro azerí, Elnur Mammadov, llegó a la Ciudad de México para asistir a la Tercera reunión de consultas políticas México-Azerbaiyán, y se reunión con su homólogo, la subsecretaria de Relaciones Exteriores, Carmen Moreno Toscano.

## Visitas de alto nivel

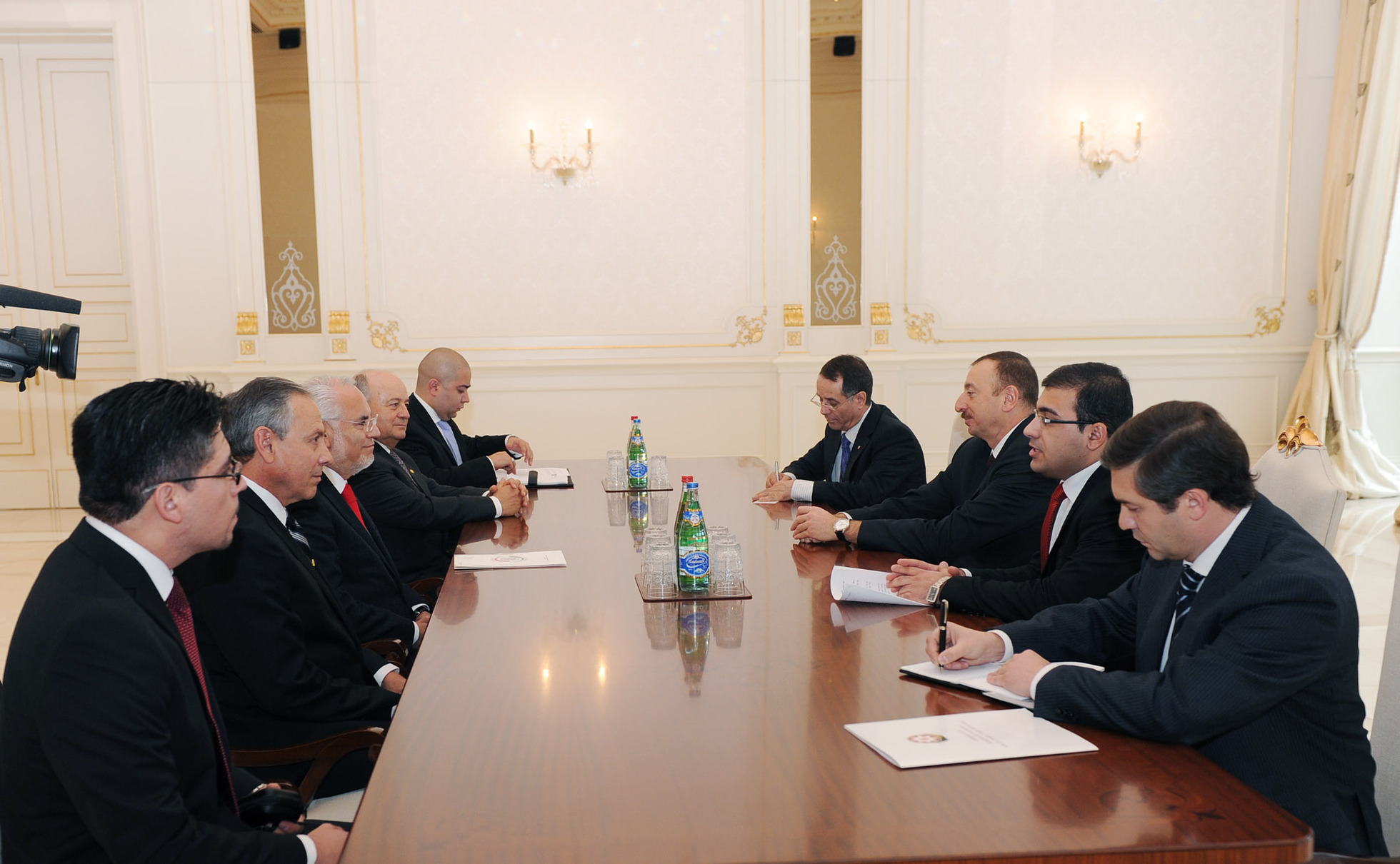
Reunión entre el presidente azerí Ilham Alíyev y una delegación de senadores mexicanos en Bakú, 2011.

Visitas de alto nivel de Azerbaiyán a México
- Ministro de Relaciones Exteriores Elmar Mammadyarov (2011, 2012, 2018)
- Primer viceministro Ali S. Hasanov (2012)
- Viceministro de Asuntos Exteriores Elnur Mammadov (2023)

Visitas de alto nivel de México a Azerbaiyán
- Subsecretaria de Relaciones Exteriores Lourdes Aranda Bezaury (2008)
- Senador Carlos Jiménez Macías (2011)
- Senador Francisco Arroyo Vieyra (2012)
- Senadora Gabriela Cuevas Barrón (2014)

## Acuerdos bilaterales
Ambas naciones han firmado varios acuerdos bilaterales, como un Acuerdo de Cooperación Académica Diplomática entre el Ministerio de Asuntos Exteriores de Azerbaiyán y la Secretaría de Relaciones Exteriores de México (2008); Memorando de entendimiento para el establecimiento de un mecanismo de consulta en asuntos de interés mutuo (2008); Acuerdo sobre la eliminación de visa para titulares de pasaportes diplomáticos (2008); Acuerdo sobre el tema de marcas conjuntas entre los servicios postales de ambas naciones (2010); Acuerdo de Cooperación en Telecomunicaciones, Tecnologías de Información y Comunicación (2010); y un Acuerdo de Cooperación en los Ámbitos de Educación, Ciencia, Juventud, Cultura y Deporte (2017).

## Relaciones comerciales
En 2023, el comercio bilateral entre ambas naciones ascendió a $7.2 millones de dólares. Las principales exportaciones de Azerbaiyán a México incluyen: láminas y tiras de aluminio, turborreactores y otras hélices de gas, máquinas de imprimir, máquinas de rayos-X, y petróleo. Las principales exportaciones de México a Azerbaiyán incluyen: tubos y tuberías fabricados de hierro o acero, productos a base de níquel, maquinaria y aparatos mecánicos, materiales minerales, productos químicos, y alcohol.

## Misiones diplomáticas residentes
- Azerbaiyán tiene una embajada en la Ciudad de México.[17]
- México tiene una embajada en Bakú.[18]